# Ofensiva de Latakia de 2014
La Ofensiva de Latakia de 2014, también llamada simplemente Batalla de Kasab fue una ofensiva de la guerra civil siria, iniciada el 21 de marzo de 2014 en la Gobernación de Latakia por grupos rebeldes. El bando rebelde estaba liderado por los grupos islamistas Ansar al-Sham, perteneciente al Frente Islámico, y Frente al-Nusra, afiliado a Al-Qaeda.
La ofensiva incluía el pueblo fronterizo de Kasab, habitado mayoritariamente por armenios étnicos. Gran parte de la población huyó cuando los rebeldes entraron en Kasab. Esto, junto con la participación del gobierno turco en la ofensiva, ha llevado a algunos a compararla con el éxodo de armenios acontecido durante el Genocidio Armenio, e incluso se ha visto como una continuación de éste. Las autoridades turcas, por su parte, negaron las acusaciones de que su gobierno había ayudado a coordinar el avance de la oposición, y el gobierno del país ayudó a los armenios que habían escapado de la zona de batalla. En otras villas cercanas vivían turcomanos, que también fueron desplazados durante los combates. En Latakia murieron dos turcomanos, aparente asesinados como represalia al apoyo turco de los rebeldes.
Durante la ofensiva, el Ejército sirio contó con la ayuda de Hezbolá, milicias chiís iraquíes, consejeros militares iraníes y algunos hombres con acento libanés en uniformes militares llevando "insignias chiís". El gobierno también interrumpió y controló el acceso a Internet en la región de Latakia.
Tras dos meses de intensos combates, la ofensiva se estancó y los rebeldes perdieron la mayor parte del territorio capturado inicialmente, A mediados de junio, un nuevo avance de las tropas gubernamentales forzó a la mayoría de rebeldes a retirarse de Kasab y Al-Nab’in.

## Trasfondo

### Contexto
La Gobernación de Latakia es una región de Siria situada en el Mar Mediterráneo y habitada mayoritariamente por alauitas, una rama del chiismo a la que pertenece el presidente Bashar al-Asad y gran parte de la élite de poder de Siria. La provincia cuenta con algunas minorías cristianas, relacionadas con la Iglesia armenia. Kasab en particular, una ciudad fronteriza en el norte, estaba habitada casi por completo de armenios étnicos (un 70% aproximadamente), y era considerada "un símbolo de la historia, del idioma y de la continuidad de la cultura armenia". Los armenios de Kasab habían sido ya víctimas de la violencia turca durante la Masacre de Adana y el Genocidio Armenio, a principios del siglo XX y que causaron la muerte de miles de armenios.
La Gobernación de Latakia fue el escenario de varias manifestaciones antigubernamentales durante el periodo de insurrección civil de la guerra, en 2011. Estas manifestaciones, concentradas en la ciudad de Latakia, fueron reprimidas duramente por parte de la policía. Sin embargo, con el estallido de la guerra civil a gran escala y, sobre todo, con la degeneración de la guerra en un conflicto sectario, toda la provincia se puso de lado de Asad y su gobierno. Por lo tanto, los rebeldes vieron en las regiones costeras de Latakia y Tartus, de religión alauita, un bastión moral para los partidarios de Asad.
Los rebeldes ya habían llevado a cabo una ofensiva para capturar la región con anterioridad, entre el 4 y el 19 de agosto de 2013. La ofensiva, que recibió el nombre de "Operación Liberación de la Costa", estuvo liderada por grupos islamistas yihadistas. Entre los atacantes participaron alrededor de una decena de milicias incluyendo el Estado Islámico de Irak y el Levante y el Frente al Nusra, ambos afiliados con Al Qaeda. Durante la campaña, las fuerzas rebeldes capturaron una docena de pueblos, pero la hostilidad de los habitantes locales y la actuación del Ejército Sirio bloquearon el ataque. El fanatismo religioso de los rebeldes yihadistas, entre los que se incluían muchos extranjeros, provocaron una masacre sectaria de habitantes alauitas en el territorio conquistado.

### Objetivos y planificación
La investigadora en Siria y el Líbano de Human Rights Watch Lama Fakih explicó que los grupos rebeldes habían querido atacar a Kasab desde hacía mucho tiempo, pero Turquía les había negado el acceso: «En el pasado los turcos se habían negado a darnos paso porque habían dicho que, para tener éxito en el ataque, necesitábamos estar unidos», refiriéndose a los combates de principios de 2014 entre el Estado Islámico de Irak y el Levante y otros grupos rebeldes de la zona.
El objetivo principal de la ofensiva era capturar la costa mediterránea, avanzando desde el este en dirección oeste. Esto incluía tomar el control de varias colinas estratégicas y de los pueblos gubernamentales en el camino. Aprovechando la ofensiva, los rebeldes esperaban obligar al Ejército, diezmado tras varios años de guerra, a reforzar la zona y desplegar tropas en Latakia, reduciendo así la presión en otros frentes, como en Qalamun, en el que los rebeldes estaban perdiendo territorio. Además, dado que toda la costa siria era favorable al gobierno de Asad por su composición religiosa, su captura podía suponer un golpe moral importante. Por otra parte, controlar la costa, y en concreto, la villa costera de Samra serviría para pasar armas de contrabando aprovechando el terreno pronunciado y arisco.
Durante la preparación, el Frente al-Nusra llamó a la ofensiva "Operación Anfal". Una coalición de grupos rebeldes del Consejo Militar Supremo llamó a la ofensiva "La Madre de los Mártires".

### Grupos armados
| Combatientes y líderes opositores                | Combatientes y líderes opositores |
| ------------------------------------------------ | --- |
| Frente Islámico - Ansar al-Sham - Ahrar ash-Sham | - Abu Musa al-Shishani (Comandante de Ansar al-Sham) - Abu al-Hassan (Comandante de Ahrar ash-Sham)                                    |
| Frente Al-Nusra                                  | - Abu Ahmed al-Turkmani (Comandante en Latakia)                                                                                        |
| Junud al-Sham                                    | - Muslim al-Shishani (Comandante) |
| Movimiento Sham al-Islam                         | - Ibrahim bin Shakaran † (Comandante) - Abu Safiya Al-Masri † (Vicecomandante)                                                         |
| Ejército Libre Sirio                             | - General de Brigada Abdullah al-Bashir (Comandante del ELS) - Coronel Mustafa Hashem - Anas Abu Malik (Comandante del ELS en Latakia) |

| Combatientes y líderes gubernamentales                               | Combatientes y líderes gubernamentales                                                                           |
| -------------------------------------------------------------------- | --- |
| Fuerzas Armadas de Siria - Ejército Árabe Sirio - Fuerza Aérea Siria | - Teniente Coronel Ali Abdullah Ayub - Coronel Samuel Ghannum † (Comandante del Observatorio 45)                 |
| Fuerza de Defensa Nacional                                           | - Hilal al-Asad † (Comandante de la FDN de Latakia) - Coronel Suhail al-Hassan (Comandante de la FDN de Latakia) |
| Resistencia Siria                                                    | - Mihraç Ural (Comandante de la Resistencia Siria)                                                               |
| Hezbolá                                                              | |
| Brigada de los Halcones del Desierto                                 | |
| Brigadas Baaz                                                        | - Husam Jadra † (Comandante de las Brigadas Baaz en Latakia)                                                     |

## Ofensiva rebelde

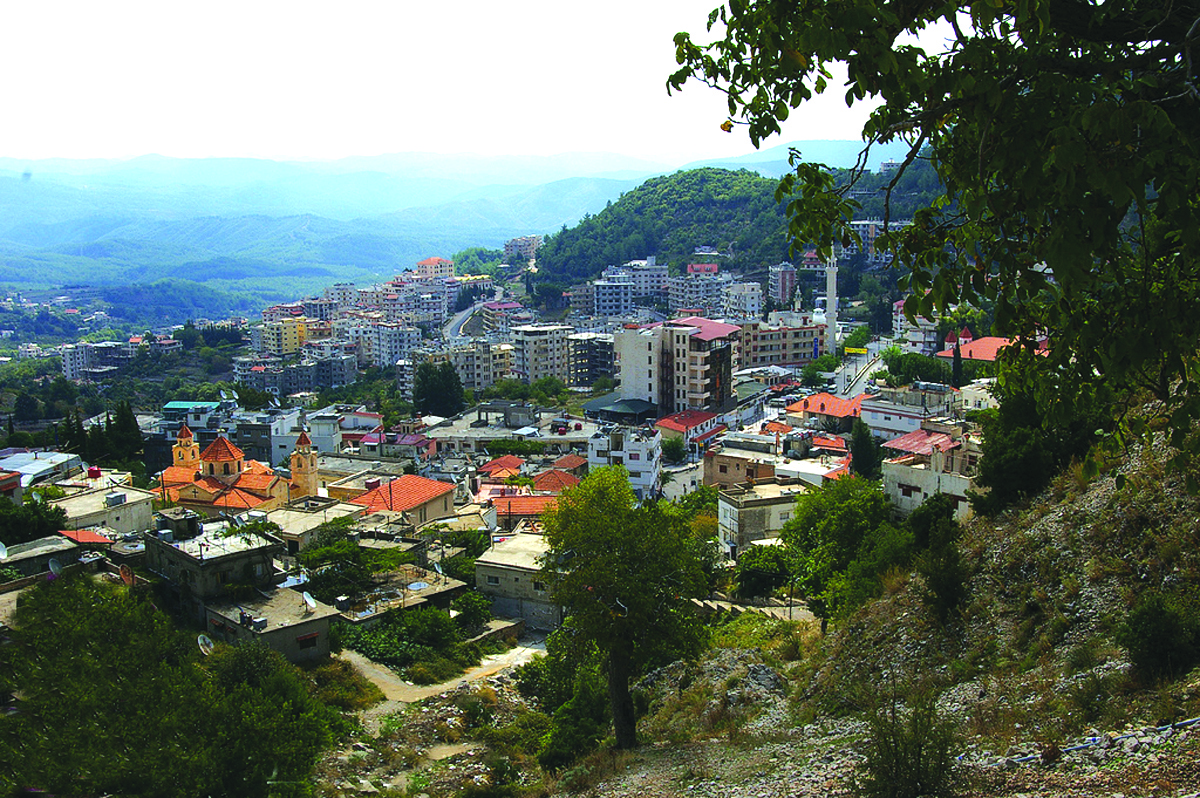
Kasab en 2010.

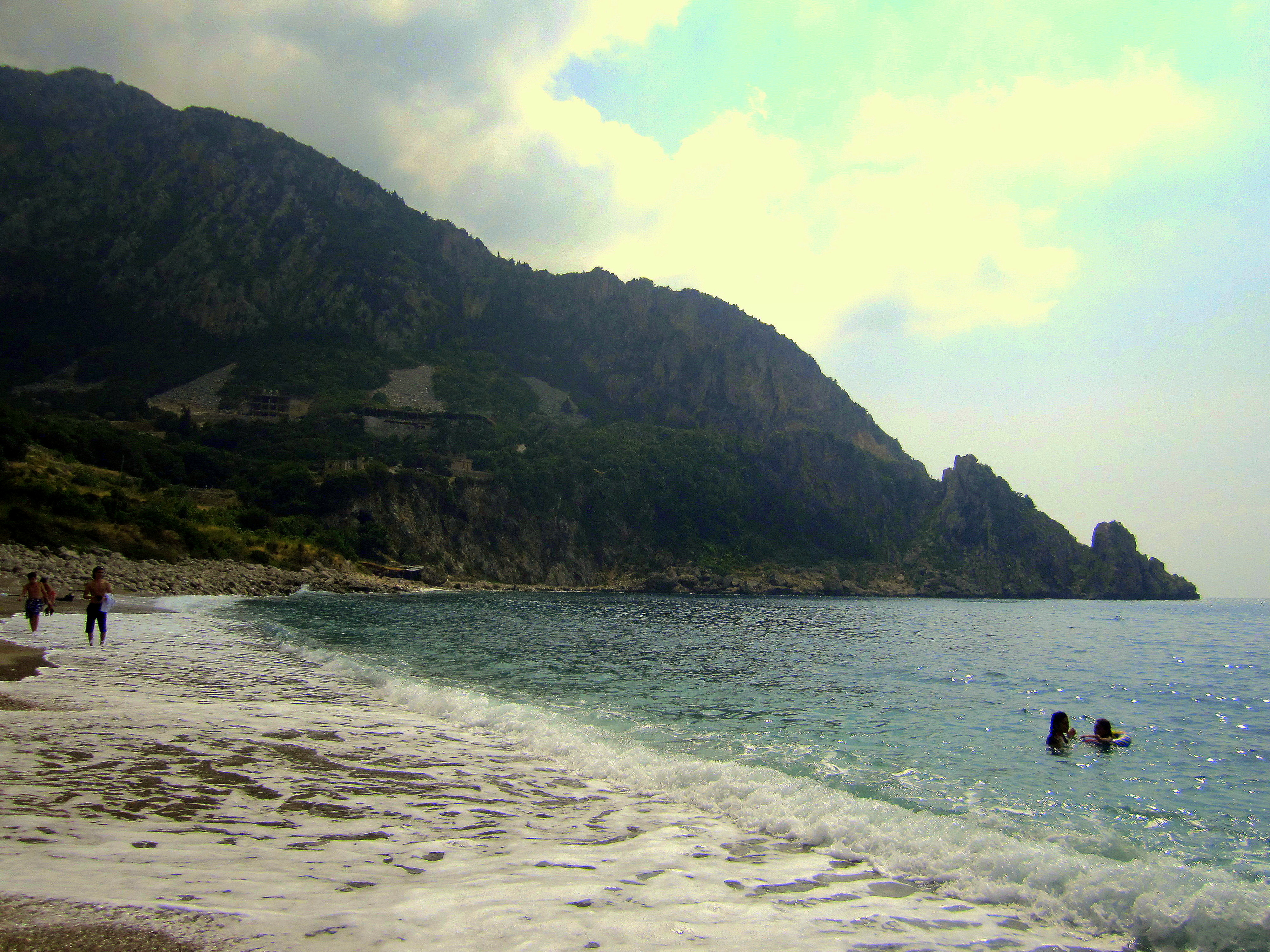
Playa cercana a Kasab.

### Ataques iniciales
La ofensiva empezó el 21 de marzo de 2014. A las 5:45 de la madrugada, luchadores rebeldes islamistas liderados por el Frente Al-Nusra avanzaron desde el territorio turco y atacaron el cruce fronterizo de Kasab con Turquía. Los luchadores llegaron hasta Siria desde el pueblo de Gözlekçiler, El Parlamentario turco Mehmet Ali Edipoglu, que visitó el lado turco de la frontera varios días después del ataque inicial, explicó que los habitantes locales le habían contado que "miles de luchadores que venían de Turquía cruzaron la frontera en al menos cinco puntos distintos para lanzar el ataque contra Kasab". Según los habitantes de Kasab, los oficiales fronterizos turcos se retiraron de sus puestos justo antes del ataque.
Los rebeldes consiguieron capturar inicialmente varios puestos de guardia alrededor del paso, pero no el propio paso fronterizo. Los combatientes también capturaron la cercana colina de Al-Sajra y dirigieron fuego de mortero desde la colina contra el paso fronterizo y el pueblo alauita cercano de Karsana, matando a cinco personas, incluyendo un niño. El líder del Frente al-Nusra en la provincia de Latakia murió durante la batalla. Los rebeldes capturaron también la montaña de Yabal al-Nisr, pero fue recapturada por los militares en cuestión de horas. Algunos armenios de Kasab lucharon contra los rebeldes toda la noche, hasta que por la mañana del día siguiente las tropas gubernamentales vinieron para relevarlos. La mayoría de habitantes del pueblo, en cambio, huyeron a Latakia.
El 22 de marzo los rebeldes consiguieron capturar el paso de Kasab, aunque el propio pueblo de Kasab permaneció bajo control gubernamental, y hubo enfrentamientos en ambas localizaciones. Las fuerzas gubernamentales lanzaron un contraataque en un intento de recapturar el paso y una fuente de seguridad indicó que el Ejército había retomado el día anterior dos estaciones de policía capturadas por rebeldes. Según los activistas del grupo opositor OSDH, las fuerzas gubernamentales habían estado atacando desde el día anterior a los rebeldes del paso. Mientras tanto, los rebeldes dirigieron sus ataques a una colina estratégica conocida como el "Observatorio 45", y consiguieron capturarla más tarde ese día. En total, el OSDH reportó combates en tres pueblos controlados por el gobierno sometidos a ataques rebeldes y en tres pueblos controlados por los rebeldes que el gobierno trataba de capturar. A medida que la lucha se extendía en otros pueblos, el Ejército respondió con ataques aéreos y emboscadas, que dejaron un saldo de 20 rebeldes muertos y 30 heridos alrededor del Observatorio Jerbah Solas.

### Conflicto con Turquía
El 23 de marzo, el Ejército turco derribó a un avión sirio mientras bombardeaba a los rebeldes que luchaban en los alrededores del paso fronterizo. El piloto consiguió ser eyectado y escapó sin peligro. Según una fuente militar, el avión, derribado con fuego antiaéreo, se encontraba en el espacio aéreo sirio (a 7 kilómetros dentro de su espacio aéreo según la Agencia de Noticias Siria). Siria consideró el ataque un "flagrante acto de agresión" y criticó duramente a Turquía por "apoyar a grupos terroristas".
Turquía por su parte aseguró que el avión sirio, un MiG-23, había invadido su espacio aéreo y había sido derribado por dos aviones F-16 turcos. El avión se estrelló a 1.200 metros dentro del territorio sirio. El primer ministro turco Recep Tayyip Erdoğan felicitó en un mitin al Ejército y dijo que el ataque serviría como aviso para futuras incursiones en territorio turco.
Mientras tanto, refuerzos militares de gran importancia se enviaron al área fronteriza. Los rebeldes lanzaron también un nuevo ataque contra la villa de Jerbah Solas, a unos 25 kilómetros al sur de Kasab. Fuentes opositoras aseguraron que 20 soldados se habían rendido a los rebeldes en el pueblo de Nab Al-Murr tras un asedio de tres horas en un edificio. Más tarde ese día, las fuerzas gubernamentales recapturaron el Observatorio 45 y aseguraron el pueblo de Al-Samra, mientras que los rebeldes capturaron el pueblo de Al-Nab’in. y los territorios circundantes de Yabal al-Nisr, lo que forzó el ejército a evacuar la montaña. Sin embargo, los rebeldes no consiguieron capturar la cima de Yabal al-Nisr debido al control gubernamental del Observatorio 45, punto más elevado en la región y con vistas a Yabal al-Nisr.
Durante los combates del día, el comandante de la Fuerza de Defensa Nacional en la provincia de Latakia, Hilal al-Asad, y siete milicianos progubernamentales murieron en Kasab. Hilal era primo del Presidente de Siria Bashar al-Asad. Según el Frente Islámico, murió cuando usaron cohetes Grad para atacar una reunión programada de líderes milicianos progubernamentales en la ciudad de Latakia.

### Captura rebelde de Kasab y el Observatorio 45
El 24 de marzo, según el OSDH, los rebeldes capturaron la villa de Kasab, tras tomar el control de su plaza mayor el día anterior, aunque la lucha continuó en las afueras del pueblo, específicamente en las colinas alrededor del centro de Kasab. Sin embargo, según una fuente militar, ningún bando controlaba totalmente el pueblo y la situación era confusa. Los rebeldes yihadistas tomaron como rehenes a familias armenias en Kasab y profanaron las tres iglesias armenias del pueblo. El Ejército consiguió recapturar el pueblo de Nab al-Murr. Mientras, los medios turcos aseguraron que el líder de la milicia progubernamental Resistencia Siria, Mihraç Ural, había muerto el día anterior. Sin embargo, esa noche Mihraç Ural subió un vídeo en su cuenta de Facebook negando los rumores de su muerte. La televisión Al-Arabiya también aseguró que otros dos primos de Bashar al-Asad habían muerto en los combates.
Según el Coronel Afif al-Suleimani, jefe del Consejo Militar rebelde de Idlib, el Ejército retiró muchos de sus soldados de la provincia de Idlib para reforzar sus fuerzas en la provincia de Latakia tras el inicio de la ofensiva rebelde para capturar la costa.
El 25 de marzo los rebeldes capturaron Al-Samra y avanzaron hacia Anfal. Una fuente militar, en cambio, negó que la villa hubiera caído y aseguró que la batalla por su control proseguía y que el Ejército controlaba por completo las montañas cercanas a Al-Samra. Mientras, los combates continuaban en Kasab. El Ejército bombardeó la ciudad y la Fuerza Aérea la atacó cuatro veces alrededor del mediodía. Más tarde, una agencia de noticias progubernamental indicó que el Ejército había conseguido recapturar gran parte de Kasab. Según el Redactor Jefe de Aztag Daily, se estaba llevando a cabo una guerra de información y era todavía pronto para determinar si las fuerzas gubernamentales habían conseguido recuperar el control del pueblo, aunque confirmó que la batalla continuaba.
El mismo día, los rebeldes capturaron de nuevo el Observatorio 45, tras el ataque suicida de un terrorista tunecino, que se hizo explotar mientras conducía un transporte de tropas blindado en el patio del Observatorio, matando a un número considerable de soldados, incluyendo al Coronel Samuel Ghannum, comandante del Observatorio 45. La caída del Observatorio eliminó la amenaza de ataques de artillería contra Yabal al-Nisr, y los rebeldes pudieron ocupar su cima. Las tropas gubernamentales que se encontraban en la colina se retiraron hacia Qastal Maaf. Los combates alrededor del Observatorio 45 continuaron. Mientras, el Ejército recapturó Al-Nab’in. 19 rebeldes y 16 soldados murieron durante los enfrentamientos del día y 40 soldados y 100 rebeldes quedaron heridos. El Ejército Turco acusó al gobierno sirio de "hostigar" a cinco cazas turcos F-16 con sistemas de misiles tierra-aire. Los F-16 habían interceptado a cuatro aviones sirios que se aproximaban a la frontera turca en Yayladagi y Cilvegozu, en la provincia meridional turca de Hatay, antes del incidente.
El 26 de marzo los rebeldes avanzaron lentamente desde el Observatorio 45 y atacaron el pueblo de Qastal Maaf. También surgieron enfrentamientos en Al-Nab’in. La batalla por ambos pueblos se describió como un "balancín", con constantes ataques y retiradas. Los combates seguían también en Kasab, el Observatorio 45 y Al-Samra y el Ejército intensificó sus bombardeos en Kasab y Al-Samra. El gobierno movilizó a miles de combatientes de la FDN para recapturar las zonas perdidas y muchos partidarios del gobierno, en su mayoría alauitas, se alistaron voluntariamente para luchar contra los rebeldes. Una fuente militar indicó que los rebeldes habían sido empujados en el Observatorio 45, aunque seguían en zonas cercanas. Otra fuente confirmó también el avance gubernamental en el Observatorio 45, e indicó que, en lugar de reocuparla habían asegurado los alrededores de la colina. El ejército se retiró también de Nab al-Murr debido a la vulnerabilidad del pueblo a los ataques con artillería rebelde desde el Observatorio 45 y Yabal al-Nisr. Fuentes progubernamentales aseguraron que habían muerto 500 rebeldes y 50 soldados desde el inicio de la ofensiva, mientras que el grupo opositor OSDH aseguró que el saldo era de 100 combatientes muertos en cada bando.
El gobierno sirio pidió a las Naciones Unidas que detuvieran la intervención turca en la región de Kasab. Acusó al gobierno turco de "organizar, recibir, financiar y mantener a decenas de miles de terroristas de varios movimientos takfiris y facilitar su entrada en el territorio sirio" y de suministrar a los rebeldes apoyo militar directo en la región.

### Estancada de la ofensiva rebelde

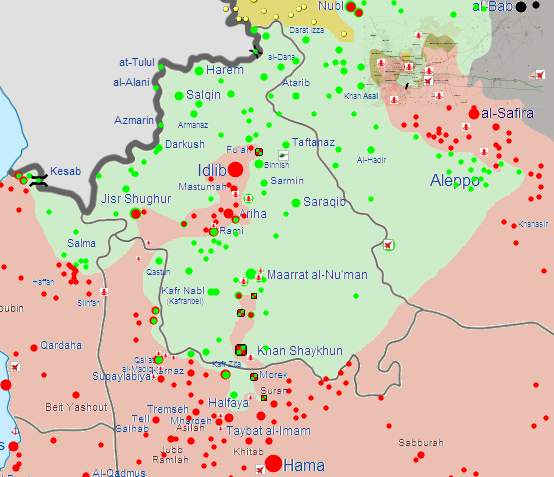
Situación de la gobernación de Idlib y sus alrededores el 29 de marzo de 2014. Kesab se encuentra en el oeste del mapa.

El 27 de marzo varios ataques aéreos con aviones y helicópteros fueron realizados contra el Observatorio 45. Mientras, llegaron refuerzos del Frente al-Nusra a las zonas disputadas. Dos fuentes progubernamentales informaron que el Ejército había conseguido defender sus posiciones en Al-Nab’in y en Qastal Maaf y estaba avanzando hacia Kasab desde los dos pueblos. Una fuente pro-opositora, en cambio, informó que los rebeldes habían conseguido capturar Al-Nab’in, aunque la batalla seguía en marcha en el pueblo y también en Kasab. Según otra fuente, el Ejército consiguió recapturar Al-Nab’in tras recibir refuerzos de tropas que evacuaban de Yabal al-Nisr. Los combates continuaban en Al-Samra y una periódico progubernamental aseguró que 200 rebeldes habían muerto el día anterior. La inteligencia militar en la provincia de Latakia consiguió escapar tras ser rodeada por rebeldes durante cinco días en Al-Nab’in. Según el OSDH, para ese día habían muerto más de 150 combatientes gubernamentales, incluyendo 14 oficiales, desde el inicio de la ofensiva.
El 28 de marzo se informó de que los rebeldes habían bloqueado varios intentos por el Ejército Sirio para enviar refuerzos a Latakia. El 29 de marzo, Al-Nab’in volvió a estar bajo control rebelde, con combates continuos en sus afueras. Al Aan TV aseguró que 10 combatientes progubernamentales habían muerto en un intento por recapturar el Observatorio 45. Se informó también de la llegada de combatientes de Hezbolá en la zona. Según un activista local, el ELS había establecido una junta de operaciones bajo el mando del General de Brigada y Jefe del Estado Mayor del ELS Abdullah al-Bashir para apoyar la ofensiva rebelde.
El 30 de marzo, según el OSDH, varios intentos por parte del Ejército de retomar zonas en el norte de Latakia fueron repelidos por los rebeldes. Sin embargo, el Ejército estaba llevando a más refuerzos de la ciudad de Tartus para tratar de frenar el avance de los rebeldes.

## Contraofensiva gubernamental
El 31 de marzo, miles de refugiados huyeron a la ciudad de Latakia, generando tensiones entre la comunidad alauita, cristiana y armenia contra la comunidad turcomana. Barnabas Aid indicó que 80 civiles cristianos habían muerto y otros miles obligados a huir tras la captura de Kasab por parte de los rebeldes. Una delegación de la Asamblea Nacional de Armenia, sin embargo, visitó y entrevistó a refugiados de Kasab que habían huido a Latakia y concluyó que, "afortunadamente, no hay constancia de víctimas armenias", aunque unos 2500 fueron obligados a huir.
Según el OSDH, un total de 1.052 luchadores entre ambos bandos habían sido muertos y heridos desde el inicio de la ofensiva. Entre los muertos había al menos 27 oficiales militares y 56 combatientes rebeldes extranjeros.

### Conflicto por el Observatorio 45
Durante el día, las fuerzas gubernamentales intentaron avanzar hacia Kasab, aprovechando que la ofensiva rebelde se había estancado, y la televisión estatal grabó en directo desde una zona cercana a la cima del Observatorio 45, asegurando que el Ejército la había recapturado. EL OSDH confirmó que el Ejército había hecho progresos en la zona, y que las tropas habían conseguido instalar Lanzacohetes múltiples en el Observatorio 45, aunque señaló que los combates continuaban en las proximidades de la ladera. Mientras, los rebeldes golpearon el pueblo de Bahloulieh, controlado por el gobierno, con siete misiles Grad. Otros pueblos fueron también bombardeados con morteros. El Ejército Turco indicó que habían abierto fuego en respuesta a un ataque con morteros y un cohete, que había golpeado zonas cercanas al pueblo turco de Yayladagi.
Tras la medianoche, las tropas gubernamentales emboscaron a los rebeldes en el bosque alrededor del Observatorio 45. La emboscada tuvo como resultado un alto número de muertes entre los opositores.
El 1 de abril, Ahmad Yarba, líder de la Coalición Nacional Siria, visitó el frente en la región de Kasab para expresar su apoyo a los rebeldes y pedir más financiación. Sin embargo, un comandante rebelde criticó a Yarba por visitar la costa "para hacerse la foto y dividir las filas de los revolucionarios". También criticó a la Coalición por no proporcionar apoyo militar a los rebeldes. Mientras, el OSDH negó la afirmación hecha por la televisión estatal de que el Ejército había recapturado el Observatorio 45, asegurando que ambos bandos seguían combatiendo en la cima de la colina.
El 2 de abril, según el OSDH, los rebeldes alcanzaron el perímetro de la villa de al-Badrousiya, donde se enfrentaron a los nuevos refuerzos militares de la zona. El líder del grupo rebelde "Movimiento Sham al-Islam", EL marroquí Ibrahim bin Shakran, murió durante el combate. La oposición aseguró que los rebeldes habían repelido un ataque gubernamental en el Observatorio. Los activistas afirmaron que "docenas de cuerpos" de combatientes pro-gubernamentales eran trasladados en autobuses a la ciudad de Tartus. También afirmaron que 11 miembros de Hezbolá habían sido capturados en una emboscado rebelde, aunque esta información no pudo ser verificada.
EL 3 de abril, según el OSDH, los rebeldes consiguieron recuperar el control de los edificios del Observatorio 45 tras ser capturados por el gobierno durante la noche, batalla en la que al menos 11 rebeldes murieron y 20 soldados murieron o fueron heridos. Más tarde, los activistas informaron que las fuerzas gubernamentales, con el apoyo de la FDN, habían logrado alcanzar la cima del Observatorio. El OSDH actualizó el número de bajas rebeldes del día a 20 combatientes muertos.
El 4 de abril, según el OSDH, 64 rebeldes, de los cuales 40 eran extranjeros, y 35 soldados gubernamentales habían muerto en la batalla por el Observatorio 45 durante los dos últimos días. También habían sido heridos 50 soldados. Entre las bajas rebeldes, además del líder de Sham al-Islam, se encontraba también el comandante militar del grupo, el egipcio Abu Safiya Al-Masri. Los combates proseguían en la cercanía del Observatorio 45, con bombardeos mutuos desde ambos lados, y el Jefe del Estado Mayor del Ejército Sirio, el general Ali Abdullah Ayub, visitó a las fuerzas gubernamentales en la cima de la colina. Durante los enfrentamientos por la colina del día murieron ocho rebeldes y ocho soldados, y 15 soldados fueron heridos. Mientras, el Ejército Turco disparó varios proyectiles contra Siria, como respuesta a seis proyectiles que habían alcanzado Yayladadi.

### Movimientos finales
El 5 de abril, durante la madrugada, las tropas gubernamentales emboscaron a los rebeldes en la carretera hacia Al-Nab’in, provocando numerosas muertes entre combatientes opositores, y dos comandantes marroquíes de Ahrar Al-Sham murieron luchando en Kasab. Ese día, la ciudad de Latakia fue alcanzada por dos misiles Grad.
El 7 de abril, estallaron combates en la periferia de la zona de Yabal al-Haramiya, a medida que las fuerzas gubernamentales avanzaban. El día siguiente, la prensa iraní aseguró que el Ejército había retomado el control de Yabal al-Haramiya.
El 12 de abril, comenzaron los enfrentamientos en el perímetro de los pueblos de Al-Nab’in y Nab Al-Murr El día siguiente, el Ejército recapturó la Montaña de Chalma (también conocida como Montaña de Sal-Darin), cerca de Kasab. Mientras, en el Observatorio 45 seguían tomando lugar intensos combates.
El 15 de abril, el comandante del ELS en la provincia de Latakia indicó que la ofensiva se había estancado al quedar agotadas las fuerzas rebeldes dado el número elevado de bajas y la escasez de municiones. Tres días más tarde, otro comandante de la oposición criticó de nuevo a la Coalición Nacional Siria por no ser capaz de proveer suficiente apoyo financiero para la ofensiva y a los países que apoyan a la oposición por no proporcionar suficientes armas.

## Segunda ofensiva gubernamental
El 27 de abril, las fuerzas gubernamentales capturaron un puesto de guardia cerca de Al-Samra, a saber, la comisaría del pueblo, tras un asalto anfibio desde el mar. Llegada la noche, los rebeldes se habían retirado de Al-Samra y las fuerzas gubernamentales habían capturado el pueblo.
El día siguiente. los militares aseguraron las montañas de Chalma y se enfrentaron a los rebeldes en la cima de Tal Al-Ahmar. Otro contingente de tropas, incluyendo a las Fuerzas Especiales de Al-Samra, avanzaron hacia Al-Nab’in. Para mediodía, cuatro soldados habían muerto y 75 habían sido heridos, y un número indeterminado de rebeldes había muerto también. Según las fuerzas gubernamentales del Observatorio 45, el Ejército capturó también la colina 724, al norte del Observatorio. También aseguraron haber capturado las colinas 959 y 1017. Dos días más tarde, las fuerzas gubernamentales se encontraron combatiendo con los rebeldes en las montañas de Yabal al-Nisr, cerca de Al-Nab’in, y en tres colinas con vistas en Kasab, en un intento de capturar el terreno elevado antes de enfrentarse con las fuerzas opositoras en el propio pueblo. Horas más tarde, el Ejército consiguió asegurar por completo Al-Samra y sus colinas cercanas. El 3 de mayo, las fuerzas gubernamentales capturaron la colina radar 1013, cerca de Kasab y durante el día siguiente los combates estallaron en Al-Nab’in.
El 5 de mayo, los rebeldes contraatacaron y recapturaron la colina 724 y la "Colina Agrícola". También intentaron recapturar el Observatorio 45, sin éxito. El día siguiente, varios cohetes cayeron en el perímetro de la ciudad de Latakia.
Durante las primeras semanas de mayo, la ofensiva fue perdiendo intensidad, y a fecha del 18 de mayo, se consideró que se había detenido.

## Última ofensiva gubernamental
El 12 de junio, el Ejército dio inicio a una nueva ofensiva y para el día siguiente había capturado las Colinas 714, 767 y 803.
El 14 de junio, la mayoría de los rebeldes se retiraron de Kasab, mientras que unos pocos se quedaron a proteger a los que se retiraban. El ejército avanzó hacia Kasab tras tomar posesión de las zonas que rodeaban Al-Nab’in. Según el OSDH, el Ejército se dirigía hacía Al-Nab’in, mientras que según la televisión estatal, el pueblo había sido ya capturado por las tropas gubernamentales.
El 15 de junio, el Ejército Sirio tomó el control de la ciudad de Kasab, e incrementó sus operaciones en el este de la gobernación de Latakia, en Salma. El Ejército también capturó el paso fronterizo de Kasab, recuperando así todo el territorio ocupado por los rebeldes desde el inicio de su ofensiva.

## Conflicto propagandístico
En las semanas que siguieron al inicio de la ofensiva surgió un conflicto propagandístico. Fuentes favorables al gobierno de Siria usaron el ataque contra Kasab para asegurar que los rebeldes islamistas, apoyados por Turquía y otras potencias extranjeras, habían matado a habitantes del pueblo y profanado iglesias locales, sin aportar pruebas creíbles. Los medios antigubernamentales aseguraron que esas afirmaciones eran mentira, y que se habían usado y manipulado imágenes falsas como propaganda de guerra. También aseguraron que los rebeldes habían ayudado a algunos habitantes que no podían huir del pueblo y habían protegido las iglesias locales.
Durante la guerra de propaganda, la información proporcionada por rebeldes sobre el trato que recibieron las minorías varió según la ideología. Según Shillman-Ginsburg Fellow, del Foro de Oriente Medio, los rebeldes más moderados tranquilizaron a las minorías, mientras que otros grupos yihadistas más radicales describieron a los alauitas como "apóstatas" y a los cristianos como "ciudadanos de segunda categoría". El director del Observatorio Sirio para los Derechos Humanos que apoyan a los insurgentes armados "moderados" Abdel Rahmen indicó que el gobierno de Assad se ha aprovechado de este "discurso confesional" realizado por "ciertos grupos islamistas" para fomentar el reclutamiento de ciudadanos alauitas.

## Reacciones
- Armenia - El Presidente Serzh Sargsián emitió un comunicado de prensa en el Centro de Congresos de los Países Bajos en La Haya expresando su preocupación por los eventos en Kasab, recordando que la población armenia de la ciudad había experimentado el exilio y las deportaciones en abril de 1909 y en 1915 (durante el Genocidio Armenio), y comparando los eventos históricos con la situación de 2014: "la tercera deportación de los armenios de Kasab hoy es un desafío serio a los mecanismos de protección de los derechos de las minorías étnicas en el siglo XXI.". También dio las gracias a las autoridades sirias por tomar los pasos necesarios para proteger a los armenios en Kasab.[160]
- Canadá - Andrew P. W. Bennett, Embajador canadiense a la Oficina de Libertad Religiosa indicó: "Canadá expresa su profunda preocupación por los recientes ataques de grupos armados afiliados a al-Qaeda en el antiguo pueblo armenio de Kasab en el distrito de Latakia del norte de Siria durante los cuales se profanaron iglesias armenias y los armenios fueron expulsados de sus hogares... Estamos convencidos de que los perpetradores deben ser llevados a la justicia por estos actos y para detener la creciente ola de violencia sectaria.".[161][162]
- Artsaj - David Babayan, Portavoz del Presidente de la República de Nagorno Karabaj, criticó a Turquía por seguir con su política anti-armenia, particularmente en Kasab. Según indicó el Sr. Babayan: "A través de ataques subversivos, Turquía intenta hacer que los armenios huyan de Siria y pretende liquidar la comunidad armenia de Siria". "Sería mejor si los armenios que residen en Siria permanecieran en su país y mantuvieran una comunidad armenia fuerte y consolidada. Pero si las vidas de los armenios sirios están en peligro, la República de Nagorno Karabaj está dispuesta a apoyarles en todo lo posible, incluso mediante la creación de condiciones para que les sea posible vivir en Nagorno Karabaj".[163]
- Rusia - Gennady Gatilov, Viceministro de Asuntos Exteriores de Rusia, condenó el ataque en Kebab y la limpieza étnica de armenios sirios en Latakia. Acusó a Turquía, los países occidentales y los estados del Golfo Pérsico, de apoyar el terrorismo en Siria y pidió una reunión urgente del Consejo de Seguridad de las Naciones Unidas para discutir la situación.[164] El Consejo de Seguridad de las Naciones Unidas denegó la petición rusa de reunión.[165]
  -  Chechenia - Ramzán Kadýrov, Presidente de la República de Chechenia, condenó el ataque en Kasab, acusó a Turquía de ayudar a los terroristas y expresó sus condolencias a las víctimas armenias étnicas. Dijo que: "Los datos oficiales indican que el ataque en Kasab fue realizado por militantes de al-Qaeda afiliados con el llamado Frente al-Nusra y el Frente Islámico. Declaro aquí de forma vinculante que estos terroristas no tienen nada en común con el Islam y no se les puede llamar musulmanes." Kadýrov acusó también a los Estados Unidos y los países europeos de permanecer en silencio respecto al ataque y acusó a los miembros de la OTAN de contribuir en él: "Estos terroristas han sido criados, apoyados y armados por Occidente y entrenados por los servicios secretos de los países de la OTAN. Están llevando a cabo la tarea de arruinar Siria y debilitar los países islámicos."[166]
- Estados Unidos - El Portavoz Adjunto del Departamento de Estado Marie Harf indicó durante una rueda de prensa el 28 de marzo que: "Estamos muy preocupados por los combates y la violencia reciente que está amenazando a la comunidad armenia en Kasab, Siria, y ha obligado a muchas personas a huir. Como hemos dicho durante el conflicto, deploramos las continuas amenazas contra los cristianos y otras minorías en Siria". Al final añadió: "Estados Unidos continuará con su firme apoyo a los afectados por la violencia en Siria y en la región, incluyendo a los armenios sirios. Nos ha preocupado desde hace mucho la amenaza que representan los extremistas violentos, y esta última amenaza a la comunidad armenia en Siria sólo pone de relieve aún más nuestra preocupación".[167]